# Eclassan
Eclassan ou plutôt Éclassan est une commune française située dans le département de l'Ardèche, en région Auvergne-Rhône-Alpes.

## Géographie

### Situation et description
Éclassan est située sur un plateau qui surplombe le Rhône, au niveau des communes de Sarras et Saint-Vallier. Sur la commune d'Éclassan se trouve un mont appelé Montbard, qui domine l'ensemble de la commune. Il culmine à 530 mètres.

### Climat
Pour des articles plus généraux, voir Climat d'Auvergne-Rhône-Alpes et Climat de l'Ardèche.
En 2010, le climat de la commune est de type climat du Bassin du Sud-Ouest, selon une étude du CNRS s'appuyant sur une série de données couvrant la période 1971-2000. En 2020, Météo-France publie une typologie des climats de la France métropolitaine dans laquelle la commune est dans une zone de transition entre le climat de montagne et le climat méditerranéen et est dans la région climatique Moyenne vallée du Rhône, caractérisée par un bon ensoleillement en été (fraction d’insolation > 60 %), une forte amplitude thermique annuelle (4 à 20 °C), un air sec en toutes saisons, orageux en été, des vents forts (mistral), une pluviométrie élevée en automne (250 à 300 mm).
Pour la période 1971-2000, la température annuelle moyenne est de 11,2 °C, avec une amplitude thermique annuelle de 17,3 °C. Le cumul annuel moyen de précipitations est de 914 mm, avec 8,1 jours de précipitations en janvier et 5,7 jours en juillet. Pour la période 1991-2020, la température moyenne annuelle observée sur la station météorologique de Météo-France la plus proche, « Préaux Sa », sur la commune de Préaux à 8 km à vol d'oiseau, est de 12,0 °C et le cumul annuel moyen de précipitations est de 869,8 mm,. Pour l'avenir, les paramètres climatiques de la commune estimés pour 2050 selon différents scénarios d'émission de gaz à effet de serre sont consultables sur un site dédié publié par Météo-France en novembre 2022.

### Hydrographie
Le territoire communal est bordé par l'Ay, un affluent direct du Rhône.

## Urbanisme

### Typologie
Au 1er janvier 2024, Eclassan est catégorisée commune rurale à habitat dispersé, selon la nouvelle grille communale de densité à 7 niveaux définie par l'Insee en 2022.
Elle est située hors unité urbaine. Par ailleurs la commune fait partie de l'aire d'attraction de Saint-Vallier, dont elle est une commune de la couronne,. Cette aire, qui regroupe 9 communes, est catégorisée dans les aires de moins de 50 000 habitants,.

### Occupation des sols

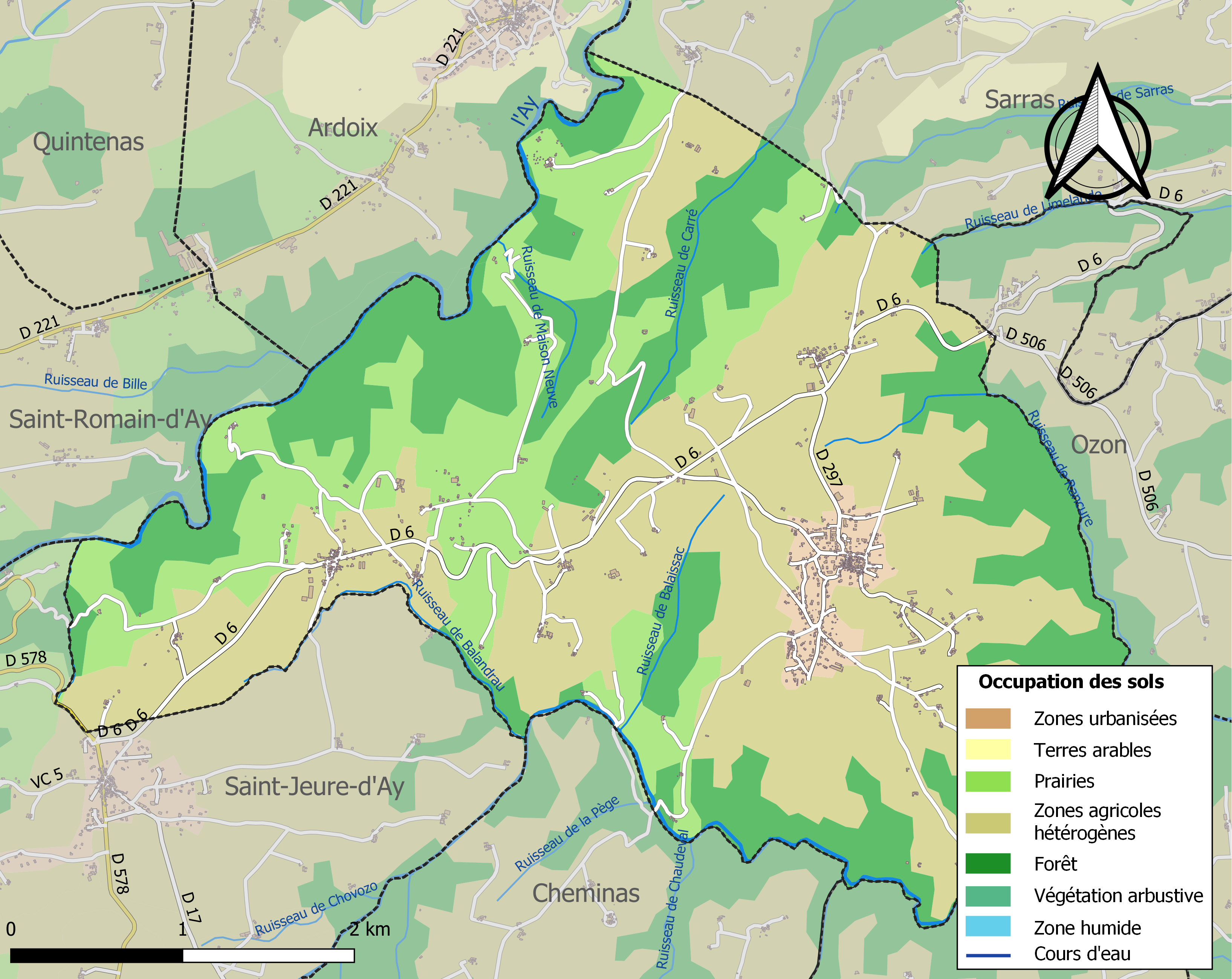
Carte des infrastructures et de l'occupation des sols de la commune en 2018 (CLC).

L'occupation des sols de la commune, telle qu'elle ressort de la base de données européenne d’occupation biophysique des sols Corine Land Cover (CLC), est marquée par l'importance des territoires agricoles (66 % en 2018), une proportion sensiblement équivalente à celle de 1990 (66,8 %). La répartition détaillée en 2018 est la suivante : zones agricoles hétérogènes (45,6 %), forêts (31,2 %), prairies (20,4 %), zones urbanisées (2,8 %).
L'IGN met par ailleurs à disposition un outil en ligne permettant de comparer l’évolution dans le temps de l’occupation des sols de la commune (ou de territoires à des échelles différentes). Plusieurs époques sont accessibles sous forme de cartes ou photos aériennes : la carte de Cassini (XVIIIe siècle), la carte d'état-major (1820-1866) et la période actuelle (1950 à aujourd'hui).

## Politique et administration

### Liste des maires
| Période                                  | Période                      | Identité             | Étiquette | Qualité              |
| ---------------------------------------- | ---------------------------- | -------------------- | --------- | -------------------- |
| Les données manquantes sont à compléter. |                              |                      |           |                      |
| juin 1995                                | 2021 (démission)             | Jean-Daniel Combier, | DVD       | Agriculteur retraité |
| 10 septembre 2021                        | En cours (au 8 février 2022) | Pierre Madinier,     |           |                      |

## Population et société

### Démographie
L'évolution du nombre d'habitants est connue à travers les recensements de la population effectués dans la commune depuis 1793. Pour les communes de moins de 10 000 habitants, une enquête de recensement portant sur toute la population est réalisée tous les cinq ans, les populations de référence des années intermédiaires étant quant à elles estimées par interpolation ou extrapolation. Pour la commune, le premier recensement exhaustif entrant dans le cadre du nouveau dispositif a été réalisé en 2007.

En 2022, la commune comptait 1 046 habitants, en évolution de +3,67 % par rapport à 2016 (Ardèche : +2,48 %, France hors Mayotte : +2,11 %).
| 1793 | 1800 | 1806 | 1821 | 1831 | 1836 | 1841 | 1846 | 1851 |
| ---- | ---- | ---- | ---- | ---- | ---- | ---- | ---- | ---- |
| 656  | 606  | 749  | 843  | 918  | 903  | 957  | 948  | 964  |

| 1856 | 1861  | 1866  | 1872  | 1876  | 1881 | 1886 | 1891 | 1896 |
| ---- | ----- | ----- | ----- | ----- | ---- | ---- | ---- | ---- |
| 987  | 1 025 | 1 025 | 1 020 | 1 010 | 965  | 946  | 907  | 875  |

| 1901 | 1906 | 1911 | 1921 | 1926 | 1931 | 1936 | 1946 | 1954 |
| ---- | ---- | ---- | ---- | ---- | ---- | ---- | ---- | ---- |
| 826  | 835  | 806  | 726  | 683  | 698  | 653  | 617  | 640  |

| 1962 | 1968 | 1975 | 1982 | 1990 | 1999 | 2006 | 2007 | 2012 |
| ---- | ---- | ---- | ---- | ---- | ---- | ---- | ---- | ---- |
| 668  | 598  | 533  | 573  | 633  | 702  | 816  | 833  | 980  |

| 2017  | 2022  | - | - | - | - | - | - | - |
| ----- | ----- | - | - | - | - | - | - | - |
| 1 025 | 1 046 | - | - | - | - | - | - | - |

### Enseignement
La commune est rattachée à l'académie de Grenoble.

### Médias
Deux journaux sont distribués dans les réseaux de presse desservant la commune :
- L'Hebdo de l'Ardèche est un journal hebdomadaire français basé à Valence. Il couvre l'actualité de tout le département de l'Ardèche.
- Le Dauphiné libéré est un journal quotidien de la presse écrite française régionale distribué dans la plupart des départements de l'ancienne région Rhône-Alpes, notamment l'Ardèche. La commune est située dans la zone d'édition d'édition Annonay / Nord Ardèche.

### Cultes
L'église (propriété de la commune) et la communauté catholique d'Éclassan dépendent de la Paroisse Saint-Luc-des-coteaux-et-de-Tournon, laquelle est rattachée au diocèse de Viviers.

## Culture et patrimoine

### Sites et monuments

#### Le Montbard
Du haut de ses 530 m d’altitude, ce petit mont, appelé le Suc par certains anciens, offre un point de vue imprenable sur le village. On y exploite encore une carrière de granit. Au sommet se trouve un calvaire très ancien, détruit par un incendie en 1971 avant d’être reconstruit par les paroissiens. S’y trouve aussi une petite chapelle en l’honneur de Abdon et Sennen et construite en 1860 à la demande de M. Marmet, curé de la commune. Sur cette chapelle on trouve un écriteau avec le texte que voici :
Vous êtes ici au sommet de Montbard, d’où l’on découvre un magnifique panorama.
Montbard pouvait signifier « Mont des Bardes » ce lieu fut probablement l'emplacement d’un culte druidique, les bardes étant des prêtres gaulois.
Depuis longtemps la religion chrétienne remplaça le culte païen et ce haut-lieu fut dédié aux Saints martyrs Abdon et Sennen martyrisés pour leur foi à Rome, au IIIe siècle, sous l'empereur Dèce.
Ils étaient invoqués contre les calamités publiques (épidémies, animaux sauvages). Une procession suivie de la messe fut autorisée en 1852 par Mgr Guibert, évêque de Vivers.
Cette chapelle construite vers l'an 1885 a été plusieurs fois restaurée. Le calvaire plus ancien fut détruit par l'incendie de 1971 et rapidement remplacé par les paroissiens d'Eclassan.
Le pèlerinage traditionnel, abandonné pendant une vingtaine d’années, a été repris en 1993 autour de la fête de Saint-Abdon le 29 juillet.
Autrefois se trouvait un chemin de croix du côté est, sur le chemin qui remonte de Vaillant.
Désormais, il n'en reste plus que quelques vestiges, mais sur le chemin qui monte au Montbard depuis le côté nord, se trouve un chemin de croix réalisé par une sœur ermite. C'est Sœur Denise Marmet qui suggéra l’idée de faire réaliser un chemin de croix au Montbard par une religieuse ermite (sœur Françoise, de Lorac) qui avait des talents d'artiste. Avec l'autorisation de la commune, des paroissiens sont allés chercher des pierres dans la carrière. La religieuse a donc gravé les 14 stations. Au fond de la chapelle se trouve aussi une fresque réalisée par cette même religieuse. Le chemin de croix fut inauguré en 2002. Depuis, un pèlerinage y a lieu tous les ans pour Pâques. Il part du bas du chemin et remonte presque jusqu'à la chapelle, dont la Vierge a disparu il y a quelques années.
Une messe en plein air est également célébrée tous les ans au sommet du Montbard pendant l'été.
Au sommet du Montbard se trouve un énorme réservoir de 3 000 m3 d'eau potable appartenant au syndicat de Cance-doux.
La carrière est exploitée par l’entreprise Vivaroise de Travaux Publics (EVTP), dont le siège est à Boulieu-lès-Annonay.

### La chapelle de Marsan
Notons tout d'abord que si cette chapelle appartient bel et bien à la commune d'Eclassan, elle n'appartient pas pour autant à la même paroisse. En effet, elle dépend de la paroisse de Saint-Jeure-d'Ay. Voici un écriteau que l’on trouve à l’intérieur de la chapelle : « La chapelle de Marsan que les gens du coin désignent toujours comme église de Marsan (Lo Liézo dé Marcho) est dédiée à l’apôtre saint André, elle appartient pour le civil à la commune d’Eclassan, mai pour le spirituel avec son territoire à la paroisse de Saint-Jeure-d’Ay depuis 1807 ou 1808. On voit sur la porte d'entrée, sur le plein cintre, le millésime 1539. Le cadastre d’Eclassan de l’an 1598 mentionne l’église et le cimetière de Saint André de Marsan. Située sur la bort de la départementale no 6 appelée « Route Royale », la chapelle de Marsan a été un peu restaurée en 1860. Jamais elle n’a été église paroissiale, mais seulement une parcelle de celle d’Eclassan et maintenant de celle de Saint-Jeure-d’Ay. La famille d'Indy y avait sa tombe dans un caveau et, dit-on, il y aurait dans la chapelle beaucoup d’autres tombes. ».
Celles-ci sont marquées par des croix au sol, gravée sur des pierres. Mais depuis la restauration de la chapelle et pour cause d'usures, certaines croix ne sont plus visibles. S'y trouvent aussi des ossements de l’ancien cimetière trouvé en 1975. Il y avait au sol de l’église une sorte de trappe qui donnait sur un tiroir. Des habitants de Marsan ont pris soin d'y déposer les ossements. Il est aujourd’hui celé.
Pendant la Première Guerre mondiale et au début de la Seconde, les paroissiens se réunissaient à l'église pour dire des chapelets. Et lorsqu'il y avait un décès à Marsan, on sonnait la cloche jusqu’à ce que le corps ait traversé le « village » de Marsan. Aujourd'hui, on ne dit plus aucune cérémonie dans cette chapelle. Celles-ci restent très exceptionnelles. Il y en avait au temps du père Pierre Veyrand, frère de Jean Veyrand aujourd’hui établi à Marsan. Depuis que celui-ci n'est plus là, il ne s'en dit plus (seuls un anniversaire de mariage et un baptême y ont eu lieu).
Elle fut réhabilitée en 2008 (nivellement du sol de pierre, surélévation de la pierre tombale, réfection de la façade par jointoiement des pierres au sable). Elle pourrait servir à l'avenir de salle d'exposition.

### L’églisede Saint-Maurice
- Elle peut contenir un travail inédit ou des déclarations non vérifiées. Vous pouvez l’améliorer en ajoutant des références. (Marqué depuis juin 2018)

- Elle ne cite pas suffisamment ses sources. Vous pouvez indiquer les passages à sourcer avec {{référence nécessaire}} ou {{Référence souhaitée}}, et inclure les références utiles en les liant aux notes de bas de page. (Marqué depuis juin 2018)
- Elle n’est pas rédigée dans un style encyclopédique. (Marqué depuis juin 2018)
- Elle doit être recyclée. La réorganisation et la clarification du contenu sont nécessaires. (Marqué depuis juin 2018)

Les premières traces du prieuré datent du XIe siècle. L'église actuelle a d'ailleurs été construite sur les traces de l'ancienne église jugée trop petite, les travaux durèrent de 1858 à 1862. On dit qu'elle est de style romano-byzantin. Elle fut dédiée à saint Maurice, guerrier romain converti qui fut massacré.
L'église actuelle existe depuis le dix-neuvième siècle. Autrefois, l'église d'Eclassan était assez « modeste » ; dépourvue de clocher, c'est un pan de mur s'élevant quelque peu au-dessus de la façade qui en faisait office. La chapelle du côté nord était dédiée à saint Pierre et fut fondée par Pierre Jaquin du Moulinos. Elle passa ensuite aux seigneurs des Prés. Dans son caveau furent inhumés Christophe II du Noyer, baron d’Ozon et seigneur des Prés, Robert de Molard de Chateauneuf (son cousin) mort aux Blancs, et le capitaine de Bayard. C'est aujourd'hui la chapelle de l'Immaculée Conception. Cette église était en très mauvais état et finit par être jugée « impropre au servie divin ». Il fut donc décidé d’en construire une autre.
Au printemps 1858, la construction de la nouvelle église débuta, dans un style roman byzantin. L'année suivante, la toiture fut mise, et les voutes furent faites l'été d'après. En juin 1860, le clocher fut repris, alors qu'il avait été laissé à un mètre de haut. Sa construction pris trois mois. Le dallage (en pierres de Tournus pour les nefs et en carreaux noirs et blancs pour le chœur) se fit en 1862. Monseigneur Delcuzy, évêque de Viviers, l’a bénite en 1863. Elle est orientée comme l’ancienne église, et possède trois nefs. Au début, il y avait une coupole au-dessus (celle-ci fut détruite par la suite par problème d’entretien)[pas clair].
Elle possède deux petites chapelles sur les côtés avec chacune un autel. L'une, située à peu près à la place de celle de Saint Pierre dans l'ancienne église. Il s'agit de celle de l'Immaculée conception de Marie, du côté nord, côté de la chaire. L'autre est celle du sacré-cœur de Jésus. Elle remplace celle de Notre-Dame de Pitié. Sur le premier se trouve la statue de la Sainte Vierge, et sur le deuxième celle de saint Joseph.
Les autels sont en marbre blanc d’Italie. Celui de la chapelle de la Sainte Vierge fut posé en 1861, et l’autre, celui du Sacré Cœur, fut placé en Enfin, celui du chœur, le plus riche, fut placé en 1863.
Il y a dans l'église d'Eclassan, plusieurs tableaux anciens qui ne sont plus exposés aujourd’hui. Le plus ancien est, lui, toujours exposé. Il s’agit d'une Pieta en bois dont les formes sont découpées en haut. Elle vient de l'ancienne église, et est actuellement située à côté la chapelle de l’Immaculée conception de Marie.
En face de la Pieta, du côté de la chapelle du Sacré Cœur, se trouve une figurine en pierre du Montbard qui se trouvait dans l'ancienne église. Elle a une tête plate, ce qui permettait au prêtre d'y poser des burettes pour dire la messe. Elle fut conservée dans la nouvelle église d’abord du côté nord-ouest à l’extérieur (elle était à l’extérieur en 1868, lorsque l'abbé Garnodier a réalisé son ouvrage).
La chaire, que l'on peut voir près de la chapelle de Marie est ornée, au-dessus d’un ange jouant de la trompette, avec un pied sur le globe terrestre. C'est du haut de cette chaire qu'un curé a annoncé qu’il renonçait à sa vocation pour se consacrer à lui. Il annonçait alors son mariage.
Le chemin de croix de l’église date environ de la construction de l'église. Il représente les 14 stations.
Au fond de l’église, en face de la chapelle de la Vierge se trouve le baptistère, avec une statue représentant le baptême du Christ.
Du côté opposé, face à la chapelle du Sacré Cœur se trouve une petite chapelle toute en bois dédiée à sainte Thérèse de l'enfant Jésus. Il y a une statue de saint Thérèse allongée. Elle fut[Quoi ?] à la demande du père Giraud, curé d'Eclassan.
Quant au clocher, il fut en partie démoli lors d’un orage particulièrement violent la nuit du 18 au 19 novembre 1951, au cours de laquelle la foudre vint s’abattre sur celui-ci démolissant l’angle droit du côté de la place. C’était le jour du banquet annuel des sapeurs-pompiers. Voici cette histoire racontée par M. Robert Malsert. « C'était en 1951, vers une heure du matin. Il y avait eu un grand bruit, mais je ne m’était même pas réveillé. C’était le jour du banquet des pompiers au restaurant Becheras. Il y a au un gros orage. La foudre est tombée sur le clocher, ce qui a provoqué la chute de beaucoup de fils électriques dans les rues, à la stupeur de ceux qui se trouvaient à l'extérieur. C’était sans gravité car l’électricité avait été coupée lors du coup de foudre. Des pierres du plus de trente kg ont été projetées sur des toits voisins, une étant tombée sur le jeu de boules à une soixantaine de mètres de là. Une opération délicate pour rebâtir a été menée par l’entreprise Deygas d’Eclassan et Tracol de Marsan. À la suite de cet évènement, l’horloge à remontage manuel a été remplacée par une horloge électrique, et un paratonnerre a été installé. ». Nous pouvons retrouvée cette histoire racontée sur la gazette de l’Ormeau no 26. Elle précise que ce jour-là, la grande cloche, déjà fêlée par un précédent orage avait eu le coup de grâce. Elle fut alors descendue et envoyée à la maison Paccard pour une refonte. Quelque temps plus tard, la cloche Anne Eugénie Alphonsine la remplaça. Nous pouvons y lire : « Anne Eugénie Alphonsine Thérèse bénite le 30 mai 1955 par Monseigneur Couderc évêque de Viviers sous le pontificat de sa sainteté le Pape PIE XII. Marraine : Anne de Longevialle Baronne Edouard de La Roque, Eugénie Manoha épouse Alphonse Couix. Parraine: Alphonse Bobichon, Maire d’Eclassan, Clovis Couix ancien Maire d'Eclassan. Curé: abbé Jules Giraud ».
Les messes se déroulaient parfois à des endroits autres que l'église. Par exemple, on faisait des offices devant l'oratoire de Notre-Dame de Roche. Une fois dans l'année, il y avait aussi une messe en plein air dans les jardins du château des Prés et une messe en plein air au Montbard. Cette dernière a toujours lieu aujourd’hui. Cependant, ce n’est plus le curé d’Eclassan qui célèbre les messes aujourd'hui, mais un prêtre de la paroisse qui comprend 14 communes.
Une fois dans l’année, la messe du mois à Eclassan ne se fait pas, laissant la place à la chapelle d’Ozon. En effet, durant de nombreuses années, on ne célébrait plus rien à la chapelle d’Ozon.

### L'oratoiredeNotre-Damede la Roche
Cet oratoire fut édifié en 1954 par l'artisan maçon Deygas et le métallier Misery, sur un terrain donné par Pierre Revirand, tous habitants d'Eclassan.
Dans la niche se trouve une statue noire en pierre de la vierge avec l'enfant Jésus. La vierge porte une grande cape par-dessus sa robe. Elle porte l'enfant sur le bras gauche et l'entoure d'un pan de son vêtement. Sa tête arbore une couronne ornée de cercles.
Cette vierge à l'enfant était sur la cheminée de la ferme à Roche dont le propriétaire était Maurice Cros . Après plusieurs visites  du curé Jules Giraud il en fit don à la paroisse .
L'origine de cette statue demeure aujourd'hui mystérieuse. L'hypothèse avancée la plus vraisemblable est celle de Michel Carlat, ancien conservateur délégué des antiquités et objets d'arts de l'Ardèche, selon lequel elle aurait pu provenir d' une croix de carrefour érigée en 1586 lors de la peste.
Un pèlerinage avait lieu chaque année à Notre Dame de Roche ; on s'y rendait pour célébrer les premières communions des enfants et les vêpres les après-midi. Aujourd'hui l'on n'y fait plus de cérémonies. Des plaques de prières et de reconnaissances à la vierge y sont déposées.

### Les croix
Derrière l’église d’Eclassan se trouve une croix de mission. Il s’agit d’un don de la famille d'Argout lors de la mission de 1895. Elle est de taille importante, témoignant de la richesse de la famille d'Argout.
La croix en fer située au centre du village est l'une des plus grandes croix d'Eclassan. Elle était autrefois sur la place publique et porte la date de 1830. C'est là que s'arrêtaient les processions dominicales pour recevoir la bénédiction. Auparavant, cette procession se faisait sous l’orme devant la grande croix qui se trouve aujourd’hui au cimetière.
La croix en bas de la rue des fleurs est une croix en fer possédant à chaque angle du croisillon les emblèmes des quatre évangélistes et au centre le Christ. Il y a donc l'aigle pour saint Jean, le bœuf pour saint Luc, le lion pour saint Marc et l'homme pour saint Matthieu.
Petite croix en fer à l'entrée du village, à l'angle de la route de Monteil contre le grillage de l'école.
La croix en pierre qui se trouvait autrefois sous le grand orme, menaçant de tomber, fut transportée au cimetière lors d'une mission (on grava alors MISSION de 1721 sur cette croix). Elle se compose de plusieurs parties faites à des époques différentes. Sur le croisillon en pierre il y a une vierge gravée avec les inscriptions MATER DEI. De l’autre côté il y a un christ sculpté avec la date de 1721 inscrite au-dessus et le nom de l’ouvrier Roche qui a donné son nom à ce hameau qui s’appelait autrefois le Mas. Aujourd'hui ces inscriptions ne sont presque plus visible, à cause de l'usure, la pierre de molasse étant relativement friable.

### Le château des Prés
Initialement un ensemble de maisons dépendantes du prieuré, l'endroit est transformé en maison forte en 1520. Il est plusieurs fois refait et amélioré, ce qui explique qu'en juin 1940, il peut accueillir le colonel Jouffrault chargé du combat contre l'armée allemande entre Annonay et Saint-Vallier, lequel ordonna le bombardement de Saint-Vallier. Le château est également bombardé depuis le Montrebut mais il en sortira intact grâce au brouillard qui rendit la visibilité mauvaise. Le château des Près est la résidence de la famille de La Roque.

### Le château des Blancs
D'après l'abbé Garnodier : « Propriété qui a éprouvé différentes phases. D’abord, simple habitation de paysans, puis maison d'un gentilhomme qui la transforma en château. Enfin, au bout de quelques générations, elle n'abrite que quelques cultivateurs.
Elle a changé plusieurs fois de nom et de maîtres. En 1457, elle se nommait Crusilier, et son propriétaire, Thomas Caliet (Terrier du prieuré d’Éclassan). Quelque temps après, elle appartenait à Pierre Brebaud, de Tournon. Vers le milieu du XVIe siècle, ce manoir avait le même nom qu’il a aujourd’hui, « les Blancs », et appartenait à la famille de Tournon. Ainsi en 1542, Just de Tournon en passe un bail à la ferme. Il en passe un autre en 1550. L’on voit qu’en 1562, noble Claude de Tournon, seigneur de Châteauneuf de Vernoux fit assassiner un homme d’Éclassan pour avoir coupé quelques arbres sur son domaine, « Les Blancs ».
Par contrat du 29 juillet 1574, Jean Robert de Tournon épousa Claudine de Tournon dite de Châteauneuf, fille bâtarde de Claude de Tournon, seigneur de Châteauneuf de Vernoux et des Blancs. En faveur de ce mariage, François de Tournon, qui avait succédé à son frère Claude, se départit des droits qu'il avait sur Chateauneuf et les Blancs, et en fit don à sa nièce. Cette libéralité fut autorisée par Claudine de la Tour sur Turenne, veuve de Juste II, baron de Tournon. La famille Robert prit bientôt le nom de Châteauneuf et voulut ainsi le donner à son habitation des Blancs.
Vers l'an 1720, les Blancs et le Bret furent détachés de la juridiction d’Auzon, et formèrent une seigneurie à part sous la dénomination de Châteauneuf. Son terrier fut fait de 1774 à 1779, et sa cour de justice, séant à Tournon, fonctionna jusqu'à la suppression du droit féodal.
Enfin, en 1762, un Robert de Chateauneuf fit rebâtir en château moderne, flanqué de quatre tours carrées. Mais au bout de quelques années, les affaires de cette famille ayant mal tourné, la propriété d’environ 120 hectares fut vendue en 1830, à différents acquéreurs, qui y sont venus former un hameau de six feux, et cette propriété a repris modestement son ancien nom des Blancs. »
Aujourd'hui, le château des Blancs a de nombreuses fois changé de propriétaire. Il possède un charmant jardin avec une fontaine.

### Le château des Bardons
Il s’y trouve un château ne possédant qu'une seule tour, avec une ferme et deux magnaneries, élevage de vers à soie.
[…]En 1542, André Du Noyer acheta les Bardons et en 1652 son arrière-petit-fils, habitant les Prés, les engagea à Marguerite Mayol, au prix de 1 600 livres. Cette propriété fut ensuite vendue en 1756, au baron de Laroque de Munas qui acquit en même temps le château des Prés et la seigneurie d’Auzon. Par contrat du 20 juillet 1791, Monsieur Pierre Maurice d’Argout en devint enfin propriétaire, moyennant la somme de dix neuf mille francs. Il n’y avait aux Bardons que deux propriétaires ».
Les Bardons auraient été estimés à 36 000 livres, comme les Prés, lorsque Alexandre Balthazar de La Roque les vend à Pierre Maurice D'Argout (1734-1809) pour 19 300 livres.
Après la mort de Maria Jeanne Vincent d’Argout (1820-1906), célibataire et propriétaire du château des Bardons, c'est sa filleule Yolande de Laroque qui devait hériter de ce château. On dit que quelques jours avant sa mort, Maria Jeanne Vincent d’Argout serait devenu folle. C'est son fermier qui, quelques jours avant sa mort aurait fait venir un notaire peu scrupuleux afin de faire annuler l’ancien testament déshéritant la filleule. C'est alors qu’un nouveau testament fut signé par la pauvre dame qui n'avait plus toute sa tête, et que le fermier hérita du domaine des Bardons. On dit de Yolande (1865-1958), « qu’elle regrettait, encore en 1956, de n’avoir pas pu finir ses jours aux Bardons, près de la maison de son enfance : les Prés.
Depuis, le château s'est revendu plusieurs fois. Aujourd'hui, il est divisé entre deux familles. Le fermier étant parti avec l'ensemble des biens et richesses (meubles, objets de valeur…) lorsqu’il a vendu le château des Bardons, ce dernier n’a donc plus autant de valeur qu’autrefois. On trouve cependant toujours, au château, un lavoir dans la cour intérieure, ainsi qu'un grand portail et un portillon d’origine.
La plus grande des deux magnaneries est aujourd’hui transformée en habitation.

### Personnalités liées à la commune
- Vincent Jacques-Etienne Avogari de Gentile (1760-1825), lieutenant-général de gendarmerie pendant le Premier Empire et la Restauration, né à Zonza, décédé à Eclassan.

### Héraldique
| Blason à dessiner | Blason  |                                                  |
| Blason à dessiner | Détails | Le statut officiel du blason reste à déterminer. |